# Бос, Кунрад
Кунрад Валентейн Бос (нидерл. Coenraad Valentijn Bos; 7 декабря 1875, Лейден — 5 августа 1955, Маунт-Киско, округ Уэстчестер, штат Нью-Йорк, США) — нидерландский пианист.

## Биография
Учился у Юлиуса Рёнтгена. Около 1900 года ассистировал музыковеду Максу Фридлендеру в работе над транскрипциями песен Франца Шуберта; эта работа повлияла на сохранившийся у Боса на всю жизнь интерес к немецкому жанру Lied — академической песни.
Основная карьера Боса была связана с выступлениями в качестве аккомпаниатора, чаще всего с вокалистами. В 1894 году он дебютировал в Берлине со знаменитым певцом Раймундом фон Цур-Мюленом. В 1896 г. в Вене аккомпанировал Антону Систермансу в ходе премьерного исполнения вокального цикла Иоганнеса Брамса «Четыре серьёзные песни», в присутствии автора. В дальнейшем выступал с различными певцами вплоть до 1950 года, в 1923 году осуществил первую запись (с певицей Элизабет Ретберг). В 1940 году принял участие в крупном проекте — записи 12 дисков с песнями Хуго Вольфа (наряду с другими выдающимися аккомпаниаторами — Михаэлем Раухайзеном и Джеральдом Муром). В 1945—1946 гг. сопровождал Элен Траубель в мировом турне, включавшем выступления в Гонолулу, Калькутте, Багдаде, Афинах, Милане, Париже и Лондоне. Значительно реже выступал с инструменталистами, однако в 1929 г. аккомпанировал 13-летнему Иегуди Менухину на концерте в Берлине.
На раннем этапе карьеры работал также как ансамблист, выступая в 1899—1910 гг. в составе Голландского трио, со скрипачом Йозефом ван Веном и виолончелистом Жаком ван Лиром. Этому коллективу посвящено фортепианное трио № 2 Кристиана Синдинга; все три музыканта недолгое время преподавали в Консерватории Клиндворта — Шарвенки.
Бос-аккомпаниатор пользовался значительным авторитетом у коллег. Так, певица Юлия Кулп говорила о Босе, что он «замечательный товарищ, мой критик, мой командир», а «его хорошее настроение всегда радует» (нидерл. schitterend begeleider, mijn criticus, mijn maarschalk, <...> en zijn onveranderlijk goed humeur haalt mij altijd weer uit den put).